# Aglaophenia rhynchocarpa
Aglaophenia rhynchocarpa is een hydroïdpoliep uit de familie Aglaopheniidae. De poliep komt uit het geslacht Aglaophenia. Aglaophenia rhynchocarpa werd in 1877 voor het eerst wetenschappelijk beschreven door Allman. 